# Craidorolț
Craidorolț (maďarsky Királydaróc) je rumunská obec v župě Satu Mare. V roce 2011 zde žilo 2 215 obyvatel. K obci administrativně náleží čtyři další vesnice.

## Části obce
- Craidorolț
- Crișeni
- Eriu-Sâncrai
- Satu Mic
- Țeghea

## Národnostní složení
údaje z roku 2011
- Rumuni – 53,22 %
- Maďaři – 23,65 %
- Romové – 15,39 %